# Miaodao-Inseln
Die Miaodao-Inseln (chinesisch 庙岛群岛, Pinyin Miaodao Qundao, auch 庙群岛,  Miao Qundao, wörtlich „Archipel der Tempel“), auch Changshan-Inseln (chinesisch 長山列島, Pinyin Chángshān Lièdǎo) oder Meishan-Inseln (眉山列岛,  Meishan Liedao) liegen in der Bohai-Straße (Tschili-Straße) zwischen den Halbinseln Liaodong und Shandong. Sie bilden die Grenzlinie zwischen dem Bohai-Meer und dem offenen Gelben Meer und sind das Tor zum Bohai-Meer.
Die Inselgruppe besteht aus über 30 größeren und kleineren Inseln wie Nanchangshan 南长山, Beichangshan 北长山, Daqin 大钦, Xiaoqin 小钦 und Huangcheng 隍城 sowie ca. 80 weiteren Felsenriffs. Die Miaodao-Inseln bilden das Verwaltungsgebiet des Kreises Changdao in der chinesischen Provinz Shandong. Die größte Insel ist Nanchangshan, auf der sich auch der Hauptort und Regierungssitz des Kreises Changdao befindet.
Die spätpaläolithische Beizhuang-Stätte (北庄遗址,  Beizhuang yizhi, englisch Beizhuang Site) im Dorf Beizhuang 北庄村 der Gemeinde Daheishan 大黑山乡 steht seit 1996 auf der Liste der Denkmäler der Volksrepublik China (4-10).